# ماري كروث سوريانو
ماري كروث سوريانو (بالإسبانية: Mari Cruz Soriano)‏‏ (23 أغسطس 1955 في بورتغاليتي - ) صحافية، وكاتِبة، وعازفة بيانو، ومقدمة تلفزيونية من إسبانيا. كان لها شعبية كبيرة لتقديمها العديد من البرامج التلفزيونية خلال السبعينيات وأوائل الثمانينيات مثل الناس اليوم، وهو الأمر الذي أدى بفرقة موسيقى الروك الجاليكية الأسطورية سينيسترو توتال أن تتبنى اسمها في أصول فرقتها التي تأسست عام 1981 تحت اسم ماري كروث سوريانو ومُوالفي البيانو الخاص بها.